# Xylophanes ceratomioides
Xylophanes ceratomioides là một loài bướm đêm thuộc họ Sphingidae. Nó sống ở México, Belize, Costa Rica, Guyane thuộc Pháp, Bolivia, Argentina và Venezuela, xuống đến miền nam Brasil.

## Hình ảnh

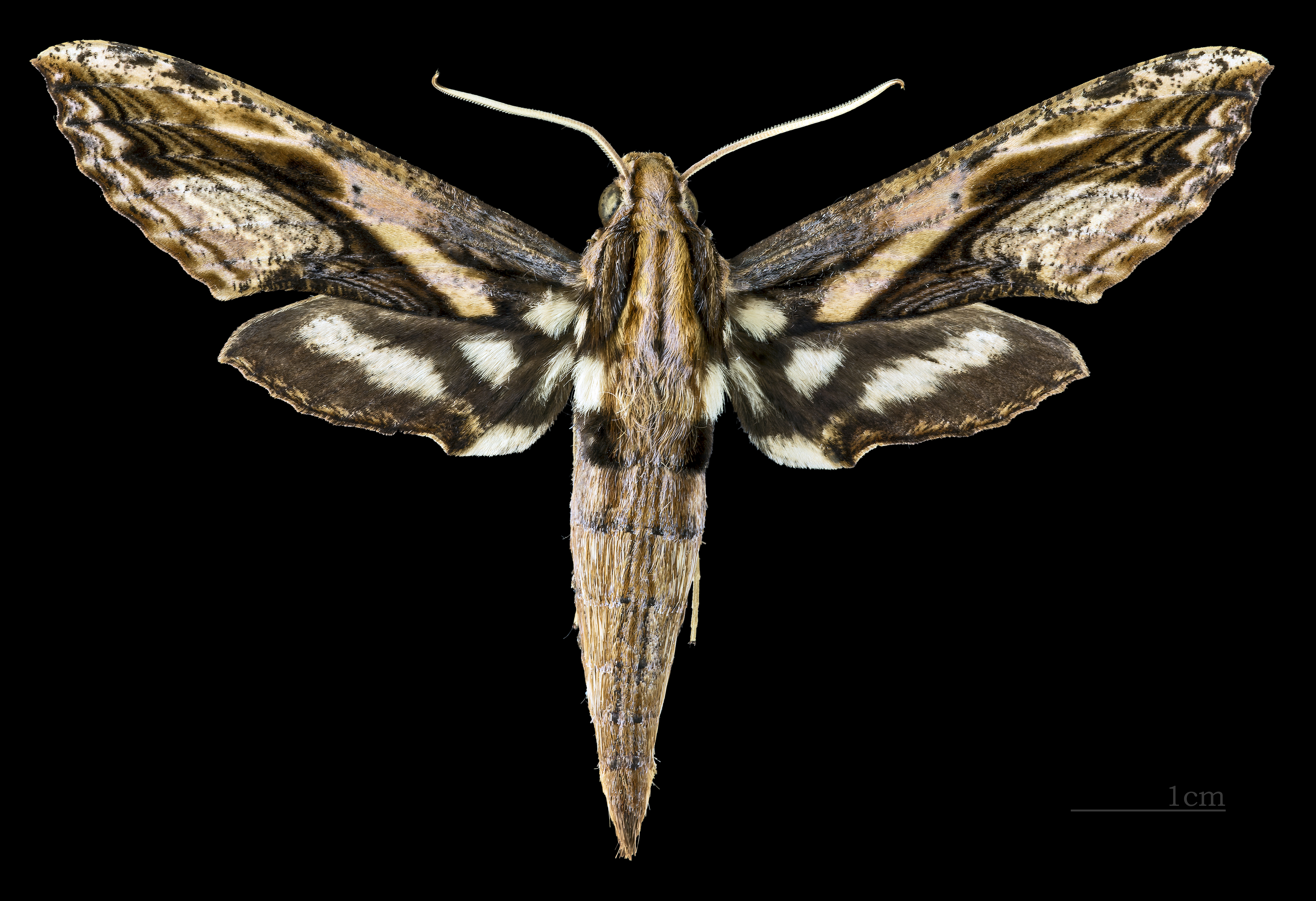
Xylophanes ceratomioides ♂
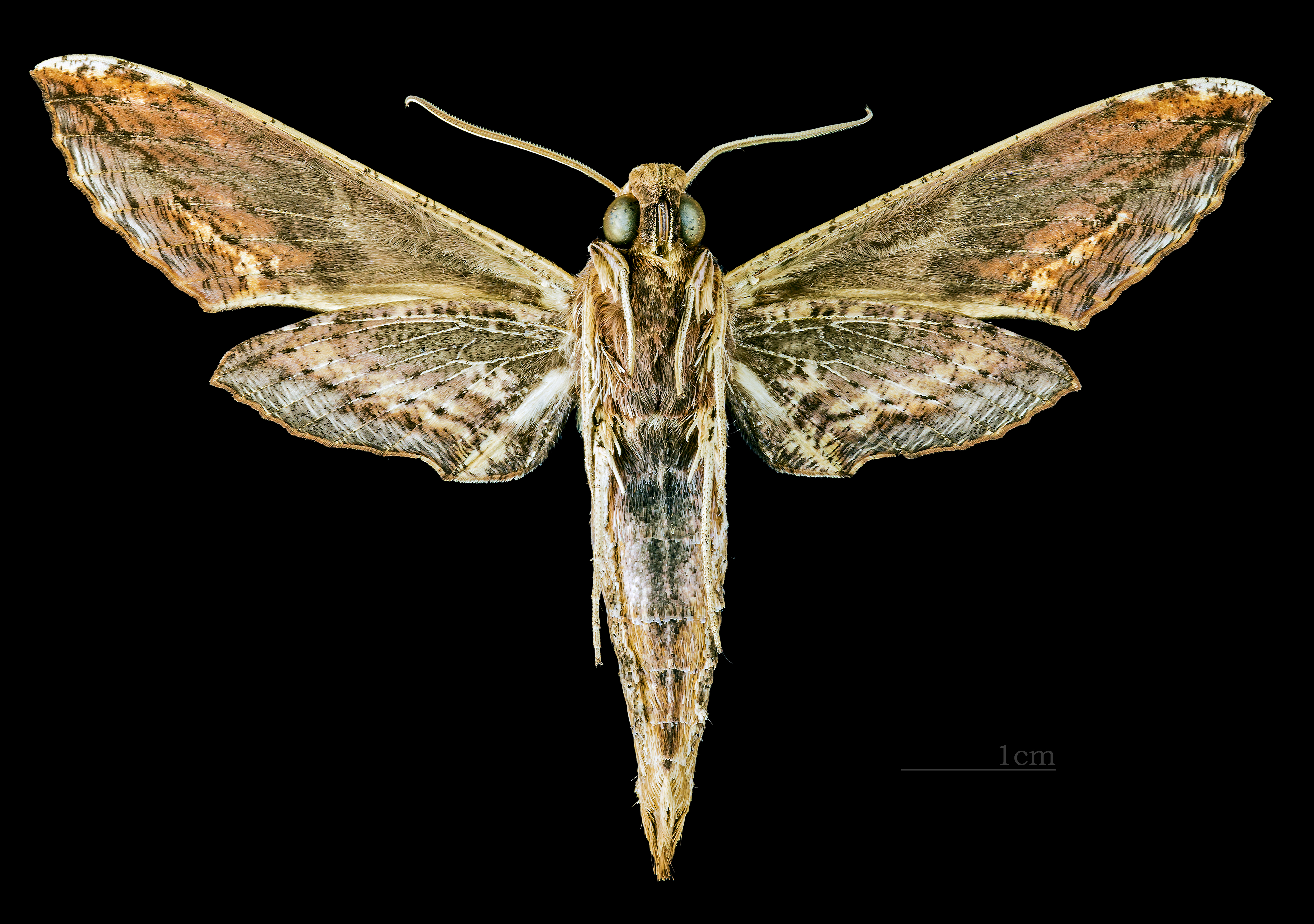
Xylophanes ceratomioides ♂  △
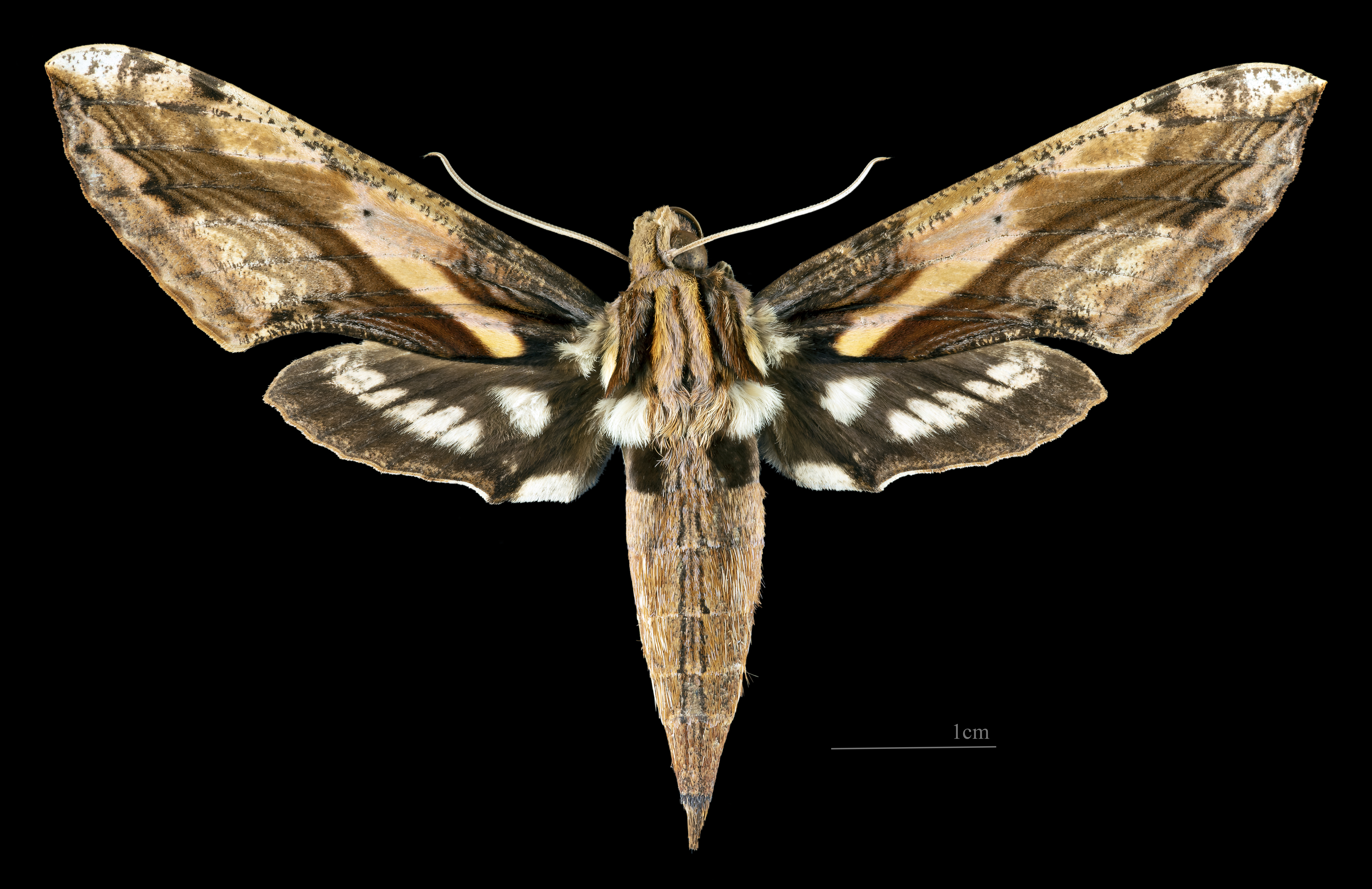
Xylophanes ceratomioides   ♀
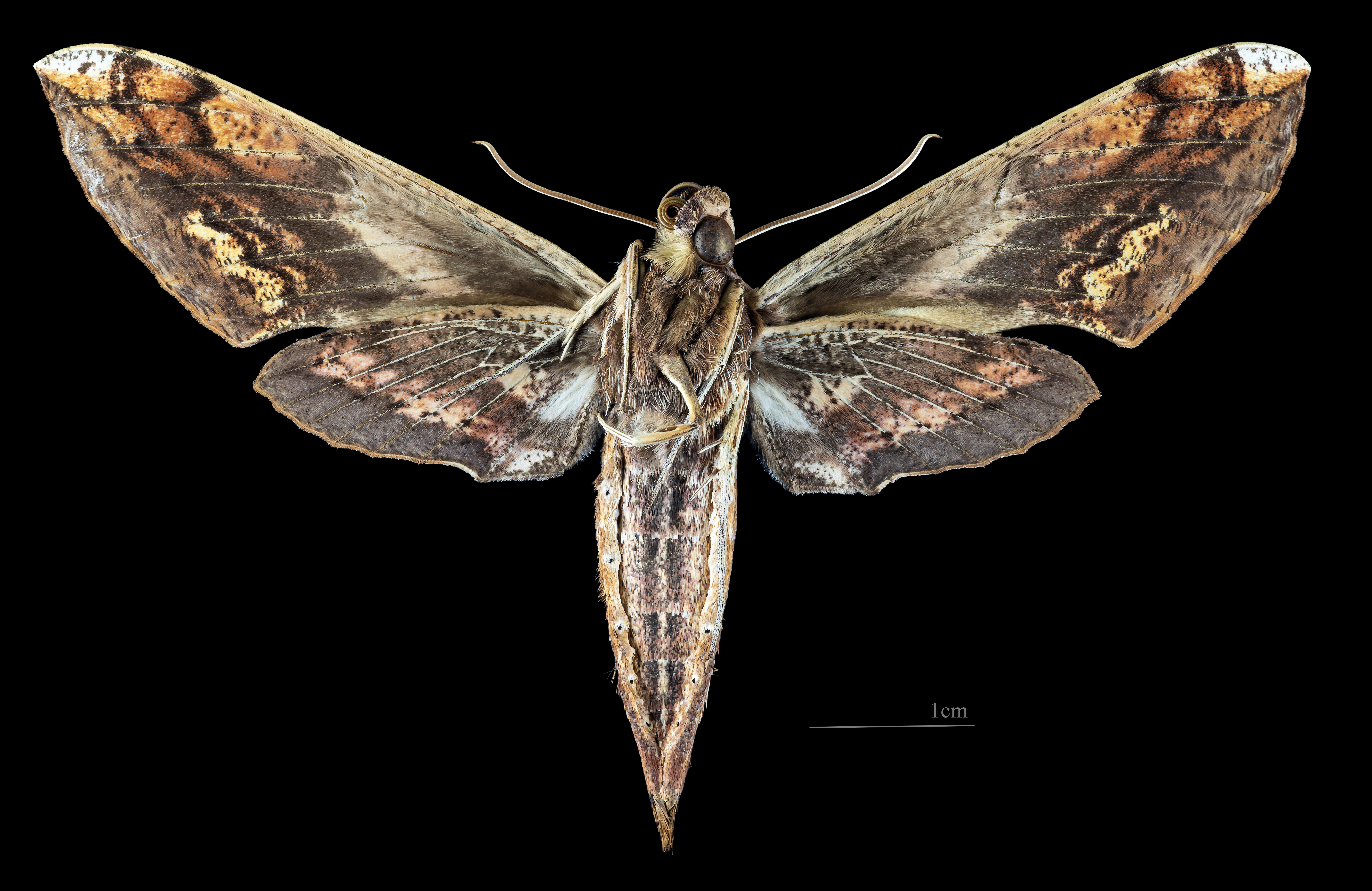
Xylophanes ceratomioides   ♀ △